# Meinardus Siderius
Meinardus Siderius (Leeuwarden, 20 november 1754 – Wolvega, 19 december 1829) was een politicus in de Nederlanden.

## Familie
Siderius was een zoon van mr. Gabinus Siderius (1727-1765), advocaat en notaris in Leeuwarden, en Catharina Elisabeth Semler (1729-1809). Hij was vernoemd naar zijn grootvader Meinardus Siderius, die onder meer schepen en burgemeester van Leeuwarden was. Hij trouwde in 1781 met Hendrica Elisabeth Jacoba van der Kolk, uit dit huwelijk werd een dochter geboren.

## Loopbaan
Siderius studeerde Romeins en hedendaags recht aan de Franeker Hogeschool en promoveerde in 1777 op stellingen. Hij vestigde zich als advocaat in Leeuwarden. In 1781 werd hij benoemd tot secretaris van de grietenij Doniawerstal en verhuisde met zijn gezin naar Langweer.
Na de Omwenteling van 1795 werd Siderius politiek actief. Hij werd lid van het Comité revolutionair van Friesland (vanaf 1795) en van de Vergadering van provisionele representanten van het Volk van Friesland (19 februari 1795 tot 23 juni 1795). Hij werd benoemd tot lid van de Generaliteitsrekenkamer namens Friesland en verhuisde naar Den Haag. Hij was korte tijd lid van het Comité te Lande. Vanaf 1796 had hij zitting in de elkaar opvolgende landelijke wetgevende colleges en was lid en voorzitter van de Eerste Nationale Vergadering (1796-1797), secretaris van de Tweede Nationale Vergadering (1797-1798), lid van het Vertegenwoordigend Lichaam (1798-1801) en diverse malen voorzitter van de tweede kamer daarvan en lid van het Wetgevend Lichaam (1801-1805).
Hij bekleedde daarna nog diverse openbare functies in Friesland; hij was drost (1806-1807) en baljuw (1807-1811) van West- en Ooststellingwerf, vrederechter en maire (1811-1813) van Wolvega. Hij was vervolgens inspecteur van de in- en uitgaande rechten en accijnzen in het arrondissement Heerenveen (1813-1818) en ten slotte rechter in de rechtbank van eerste aanleg te Heerenveen (1818-1820).
Siderius overleed op 75-jarige leeftijd.